# Ображіївська сільська рада
Ображі́ївська сільська́ ра́да — колишній орган місцевого самоврядування в Шосткинському районі Сумської області. Адміністративний центр — село Ображіївка.

## Загальні відомості
- Населення ради: 1 419 осіб (станом на 2001 рік)

## Населені пункти
Сільській раді підпорядковані населені пункти:
- с. Ображіївка

## Склад ради
Рада складається з 16 депутатів та голови.
- Голова ради: Осипенко Іван Федорович
- Секретар ради: Коваленко Тетяна Петрівна

### Керівний склад попередніх скликань
| Прізвище, ім'я, по батькові | Основні відомості                                                               | Дата обрання | Дата звільнення |
| --------------------------- | ------------------------------------------------------------------------------- | ------------ | --------------- |
| Осипенко Іван Федорович     | Сільський голова, 1944 року народження, освіта середня спеціальна, безпартійний | 26.03.2006   | 31.10.2010      |
| Осипенко Іван Федорович     | Сільський голова, 1944 року народження, освіта середня спеціальна, безпартійний | 31.10.2010   |                 |

Примітка: таблиця складена за даними сайту Верховної Ради України

## Населення
Згідно з переписом УРСР 1989 року чисельність наявного населення сільської ради становила 1822 особи, з яких 805 чоловіків та 1017 жінок.
За переписом населення України 2001 року в сільській раді мешкали 1404 особи.

### Мова
Розподіл населення за рідною мовою за даними перепису 2001 року:
| Мова       | Відсоток |
| ---------- | -------- |
| українська | 96,90 %  |
| російська  | 2,96 %   |
| білоруська | 0,07 %   |